# Meteorit Indarch
El meteorit Indarch és un meteorit de tipus condrita de 27 kg que va caure a la localitat de Shusha (Şuşa en àzeri), a l'Azerbaidjan.

## Classificació
El meteorit és de tipus condrita enstatita, és a dir una condrita que majoritàriament té proporcions sub-solars Mg/Si i refractàries/Si, composicions d'isòtops d'oxigen que s'aproximen a la línia de fraccionament terrestre, i ensamblatges minerals molt reduïts (que contenen poc FeO, metall que conté silici i sulfurs d'elements normalment considerats litòfils). Pertany al grup EH, que es distingeix per tenir còndrules petites (0,2 mm), abundant metall (~ 10% vol), ser ric en Si (~ 3% en pes), i per un contingut mineral extremadament reduït, incloent niningerita (MgS) i perryita (silicur de Fe-Ni). El tipus 4 designa condrites que es caracteritzen per abundants còndrules que s'han transformat, en condicions suficients, per homogeneïtzar les composicions d'olivines i recristal·litzar la matriu de gra fi. Alguns dels grans de piroxè amb baix contingut en calci ser monoclínics i exhibir macles polisintètiques.

## Mineralogia
Al meteorit s'hi han trobat 30 espècies minerals reconegudes per l'Associació Mineralògica Internacional. A més, el meteorit es considera la localitat tipus de cinc d'aquestes espècies: la nierita, la niningerita, la roedderita, la rudashevskyita i la zolenskyita, ja que el meteorit és el lloc on van ser descobertes.